# Georg Heuermann
Georg Heuermann (* 1722 oder 1723 in Oldesloe; † 6. Dezember 1768 in Kopenhagen) war ein deutsch-dänischer Chirurg, Physiologe und Hochschullehrer.

## Leben
Heuermann war der Sohn des Ratsherren Jürgen Heuermann. Er besuchte die Schule seiner Heimatstadt und begann sich dann als Chirurg auszubilden. Seine Fortschritte führten ihn 1743 als Chirurg des Grafen Danneskjold-Laurvigen nach Kopenhagen. Dort konnte er bei Simon Krüger an dessen Anatomisch-chirurgischem Theater seine Studien fortsetzen, 1746 wurde er Prosektor bei Johannes von Buchwald. Am 30. September 1748 wurde er schließlich an der Universität Kopenhagen immatrikuliert und etwas mehr als ein Jahr darauf, am 21. Oktober 1749, konnte er dort mit der Dissertation De lingua humana (Über die menschliche Zunge) zum Dr. med. promoviert werden.
Heuermann war anschließend in der Chirurgenausbildung aktiv, hielt Vorlesungen und wurde schriftstellerisch aktiv. 1758 wurde er zum Militärarzt in Holstein ernannt, weshalb er seine Lehr- und Forschungstätigkeit zunächst aufgab. 1760 erfolgte die Ernennung als außerordentlicher Professor der Medizin an der Universität Kopenhagen. Er war dennoch bis 1762 regelmäßig in verschiedenen Positionen für das Militär tätig. Ab 1765 gab er wieder ordentlich Vorlesungen. 1764 ging er eine Ehe mit einer Kaufmannstochter ein, was seine wirtschaftliche Stellung verbesserte und ihm schließlich 1768 den Erwerb eines größeren Anwesens erlaubte. Er starb jedoch noch im selben Jahr an einem schweren Fieber.
Heuermann litt unter der geringen Anerkennung, die ihm seine Zeitgenossen zuteilwerden ließen. Unter anderem fehlte es ihm an gehobener Bildung und Kenntnissen in Latein. Dennoch wird sein Wirken mitunter als fortschrittlich eingeschätzt, so gelang ihm beispielsweise eine fortschrittliche Hornhautoperation.

## Publikationen (Auswahl)
- Physiologie, 4 Bände. Pelt, Kopenhagen / Leipzig 1751–1755.
- Abhandlung der vornehmsten chirurgischen Operationen am menschlichen Körper, 3 Bände. Kopenhagen 1754–1757.
- Vermischte Bemerkungen und Untersuchungen der ausübenden Arzneiwissenschaft. 2 Bände. Rothe und Proft, Kopenhagen / Leipzig 1765–1767.